# Kotliska (Neder-Silezië)
Kotliska (Duits: Kesselsdorf) is een plaats in het Poolse woiwodschap Neder-Silezië.

## Bestuurlijke indeling
Vanaf 1975 tot aan de grote bestuurlijke herindeling van Polen in 1998 viel het dorp bestuurlijk onder woiwodschap Jelenia Góra, vanaf 1998 valt het onder woiwodschap Neder-Silezië, in het district Lwówecki. Het maakt deel uit van de gemeente Lwówek Śląski. 

## Demografische ontwikkeling
Het grootste inwonertal van Kotliska werd bereikt in 1871. Sindsdien zijn de aantallen gedaald. Volgens de laatste volkstelling in 2011 had Kotliska 416 inwoners.